# Skutíčko

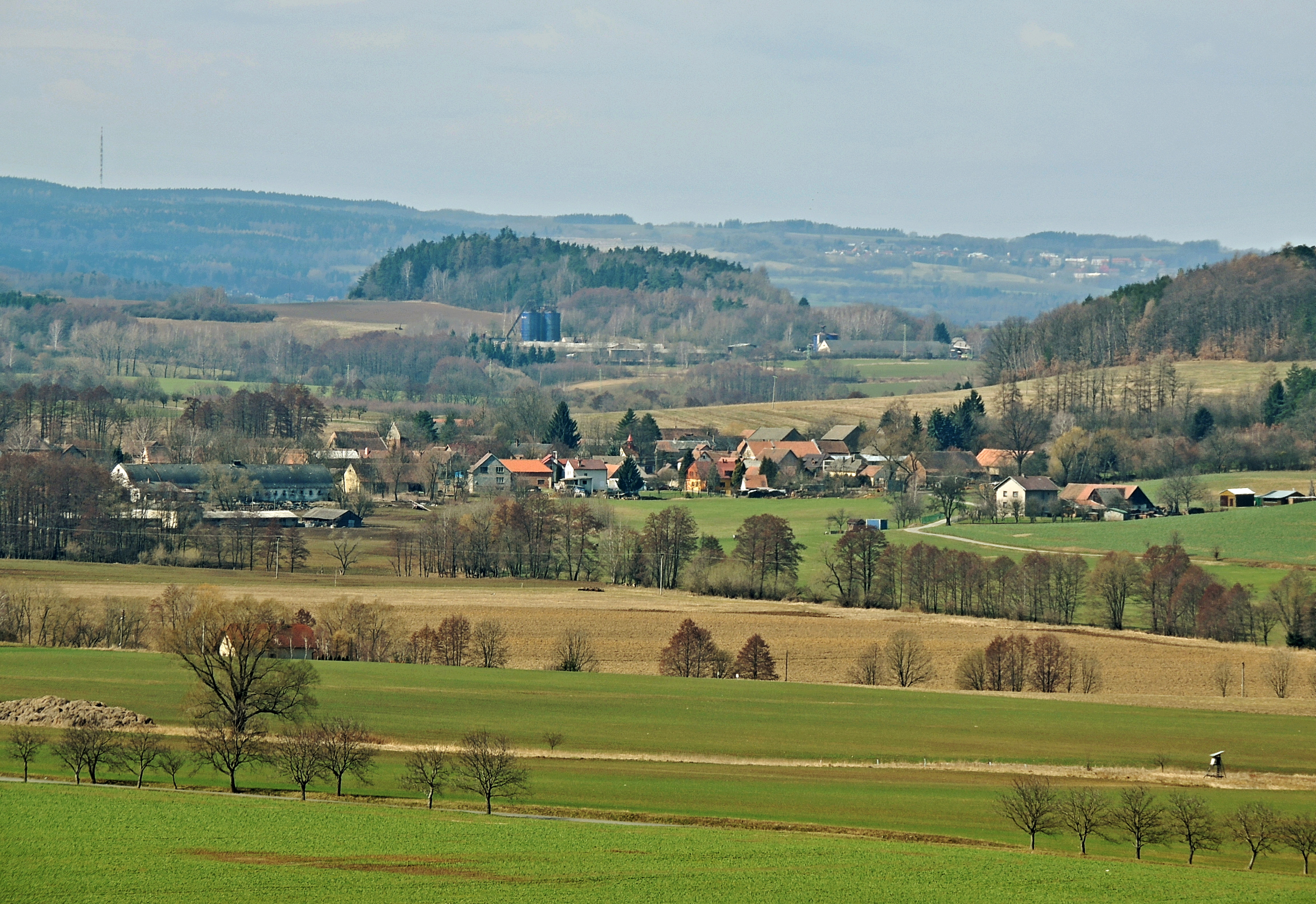
Blick von Nordosten auf Skutíčko, den Steinbruch Zárubka (Bildmitte) und die Sečská vrchovina mit dem Fernsehturm Krásné (im Hintergrund)

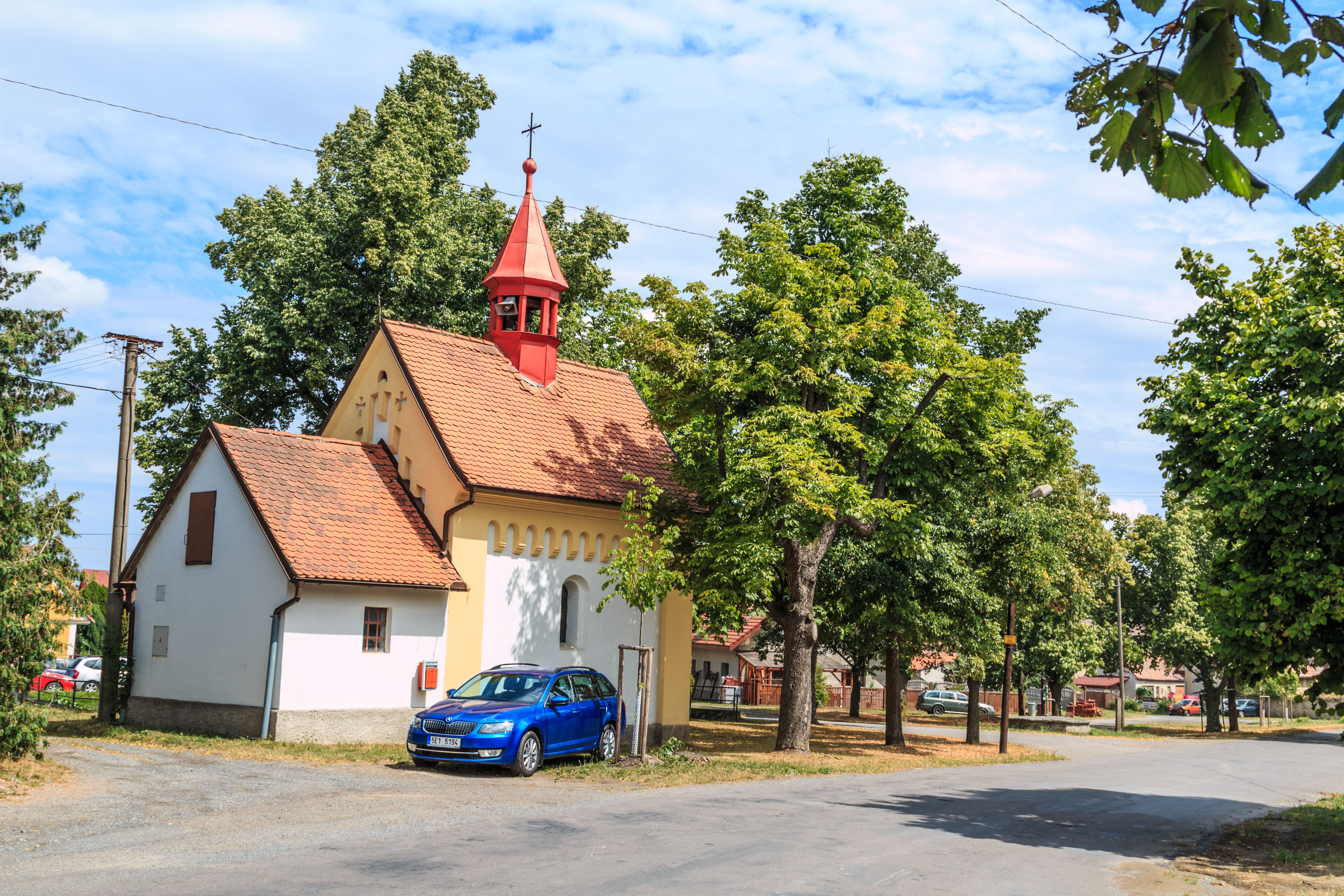
Dorfplatz mit Kapelle

Skutíčko (deutsch Skutitschko) ist ein Ortsteil der Stadt Skuteč in Tschechien. Er liegt zwei Kilometer nordwestlich von Skuteč und gehört zum Okres Chrudim.

## Geographie
Der Rundling Skutíčko befindet sich am Fuße der Štěpánovská stupňovina (Stiepanower Stufenland bzw. Flözgebirge) in der Quellmulde eines kleinen Zuflusses zum Anenský potok in der Skutečská pahorkatina (Skutscher Hügelland). Durch das Dorf führt die Staatsstraße II/337 zwischen Skuteč und Louka. Westlich von Skutíčko liegt das Tal des Žejbro. Im Nordosten erhebt sich der Stračín (Stratschin, 396 m n.m.), südöstlich der Fimberk (370 m n.m.), im Süden die Horky, südwestlich die Zárubka  (426 m n.m.) und im Nordwesten die Kostelecká hůra (432 m n.m.). 
Nachbarorte sind Chacholice, Obora und Hroubovice im Norden, Přibylov und Štěpánov im Nordosten, Bílý Kopeček, Kolonie und Drážnice im Osten, Skuteč im Südosten, Kantýna, Pondělíčkův Les und Porodnice im Süden, Na Obci und Leštinka im Südwesten, V Týně und Vrbatův Kostelec im Westen sowie Skála im Nordwesten.

## Geschichte
Skutíčko gehörte wahrscheinlich zu Beginn des 13. Jahrhunderts zu den Gütern der Königsburg auf dem Humberg. 
Die erste urkundliche Erwähnung des Dorfes erfolgte 1289 als Besitz der königlichen Kammer. König Johann von Luxemburg übertrug das Gebiet zu Beginn des 14. Jahrhunderts an Tas von Mrdice, der um 1325 die neue Burg Rychmburk errichten ließ, die er zum Zentrum einer großen Herrschaft ausbaute.
1824 wurde bei Skutíčko ein Braunkohlenlager erschürft, das Bergwerk wurde 1834 wieder aufgelassen.
Im Jahre 1835 bestand das im Chrudimer Kreis gelegene Rustikaldorf Skutitschko bzw. Skutičko aus 44 Häusern, in denen 257 Personen lebten. Haupterwerbsquellen bildeten der Ackerbau sowie der Leinwand- und Roßhandel. Unter dem Patronat der Gemeinde stand die Schule. Pfarrort war Skutsch. Bis zur Mitte des 19. Jahrhunderts blieb Skutitschko der Herrschaft Richenburg untertänig.
Nach der Aufhebung der Patrimonialherrschaften bildete Skutíčko ab 1849 mit dem Ortsteil Leštinka eine Gemeinde im Gerichtsbezirk Skutsch. Ab 1868 gehörte die Gemeinde zum politischen Bezirk Hohenmauth. 1869 hatte Skutíčko 260 Einwohner und bestand aus 45 Häusern. In den 1870er Jahren löste sich Leštinka von Skutíčko los und bildete eine eigene Gemeinde. In dieser Zeit wurde auch die Arbeit in den Skutscher Granitsteinbrüchen in den Horky zur Erwerbsquelle der Bewohner von Skutíčko. Im Jahre 1900 lebten in Skutíčko 301 Personen, 1910 waren es 287. 1930 hatte Skutíčko 236 Einwohner. 1949 wurde die Gemeinde dem neu gebildeten Okres Hlinsko zugeordnet, seit 1961 gehört sie zum Okres Chrudim. Am 30. April 1976 erfolgte die Eingemeindung nach Skuteč. Beim Zensus von 2001 lebten in den 54 Häusern von Skutíčko 124 Personen.

## Ortsgliederung
Zu Skutíčko gehört die Siedlung Drážnice. 
Der Ortsteil bildet einen Katastralbezirk.

## Sehenswürdigkeiten
- Kapelle des hl. Johannes von Nepomuk
- Steinernes Kreuz
- Lehrpfad zu den Granitsteinbrüchen in den Horky (Naučná stezka “Žulová stezka Horkami”)
- Steinbruchsee Zvěřinov in den Horky
- Sandsteinblock mit der Höhle Drápka, am Hang der Kostelecká hůra
- Kreidefelsausbiss, an der Lehne nordwestlich des Dorfes. In der Kreidekohle von Skutíčko wurde auch Bernstein gefunden.